# 俄罗斯天空航空
俄罗斯天空航空（俄语：Русское Небо）是俄罗斯一家航空公司，总部设在莫斯科多莫杰多沃国际机场，提供货运服务，经营开往欧洲、中东和远东的航线。于2014年宣布破产，同年12月24日停止營運。
该航空公司于1995年以东线航空为名创立，1996年加入国际航空运输协会。该公司属于东线集团，该集团拥有多莫杰多沃机场，是俄罗斯货运公司的领导者之一。
2004年5月，该公司股东发生更改，次月将公司交由俄罗斯天空航空集团管理，同年10月，改名为俄罗斯天空航空。
2005年该公司被維姆航空（ВИМ）收购。